# Midvaal
Midvaal – gmina w Republice Południowej Afryki, w prowincji Gauteng, w dystrykcie Sedibeng. Siedzibą administracyjną gminy jest Meyerton.